# Celama parvitis
Celama parvitis är en fjärilsart som beskrevs av Gordon J. Howes 1917. Celama parvitis ingår i släktet Celama och familjen trågspinnare. Inga underarter finns listade i Catalogue of Life.